# 吠陀梵語
吠陀梵語（羅馬化：Vedic Sanskrit）是古代印度語言，是印度教的最古老的天啟（śrauta）經典《吠陀》的語言。它是梵語的古老形式，是原始印度-伊朗語的早期后代。最早可以追溯到公元前2000年，它密切關聯於伊朗語支中最古老遺存的阿維斯陀語。吠陀梵語是印歐語系的印度-伊朗語族的最古老的驗證了的語言。
從大約公元前 600 年，在古印度鐵器時代的古典時期，吠陀梵語讓位於波你尼文法定義的古典梵語。

## 歷史

### 史前演變

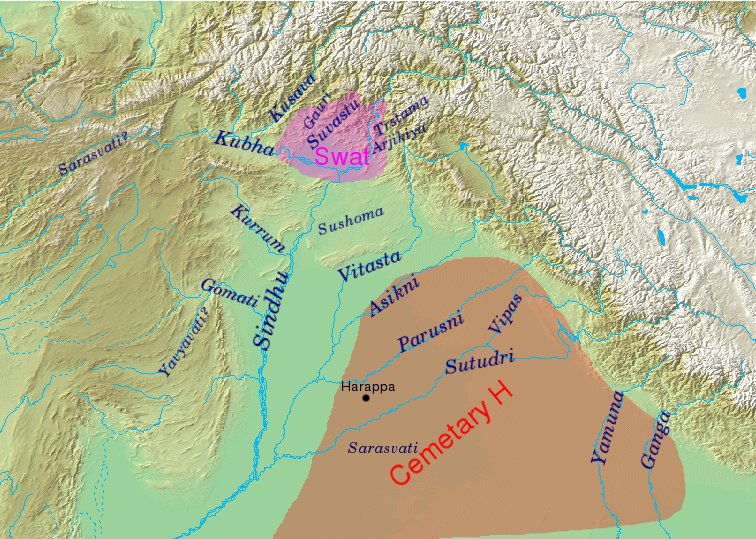
梨俱吠陀地理，帶有河流名稱，並標出 Swat 和 Cemetery H 文化的範圍。

儘管相當接近於重構形式的原始印度-伊朗語，吠陀梵語已經明顯標記為印度群組的語言了。對原始印度-伊朗語的語音變更包括 /z/ 和 /ž/ 音位消失，和介入了一系列捲舌塞音。例如，原始印度-伊朗語 *nižda-“nest”給出吠陀梵語 nīḍa-“resting-place, seat, abode”，這涉及到了 *ž 的消失(伴隨著延長 *i 為 ī)和 *d 被替換為 ḍ 二者。在詞彙方面，梨俱吠陀梵語展示了相當數量的本土印度來源的借詞。這種在早期吠陀梵語中的底層影響還擴展到了語音、構詞和句法特徵，並可各自追踪到達羅毘荼語系或蒙達語族。
印度-雅利安語從無區別的原始印度-伊朗語祖先完全分出來的时间一般以語言學為基礎確定到大於公元前1800年。 梨俱吠陀中集成的最古老的聖歌可確定日期到這次分裂後的幾個世紀即大於公元前1500年。梨俱吠陀的頌歌使用了以犍陀羅地區在 Swat 文化早期階段所講的自然語言為基礎的儀式語言，這時是印度鐵器時代末期。這種儀式語言在隨後的幾個世紀中從口語使用中脫離出來並被稱為“典雅”（saṃskṛta）的語言，對比於在吠陀時期末期的“通俗”（prākṛta）的口語。

### 年表
吠陀語言可以按年代次序分為五個不同階段(Witzel 1989)。
1. 梨俱吠陀(Ṛgvedic)。梨俱吠陀保持了很多共通的印度-伊朗語元素，在語言和內容二者上都是如此，并且不出現於任何其他吠陀經文中。它的創作必定發生在很多個世紀之前，除了最新近的幾卷(1 和 10)之外，它本質上在大約公元前1200年代完成。
2. 咒語語言。這個時期包括阿闼婆吠陀的咒語和散文二者(Paippalada 和 Shaunakiya)，梨俱吠陀 Khilani，娑摩吠陀本集(包含不在梨俱吠陀的 75 個咒語)，和夜柔吠陀的咒語的語言。這些經文很大程度上起源自梨俱吠陀，但是經歷了特定變化，有語言變化和重新解釋二者。顯著的變化包括 viśva“all”到 sarva 的變化，和 kuru- (梨俱吠陀的 kṛno-) 做為動詞 kar-“make, do”的現在時形式的傳播。這個時期對應於西北印度的早期鐵器時代(在阿闼婆吠陀中首次提到了鐵)，和俱盧王國，確定日期大約為公元前12世紀。
3. 本集散文(大約公元前1100年代到前800年代)。這個時期標志了吠陀經典的收集和編撰的開始。重要的語言變化是禁令語氣和不定過去時的語氣的完全消失。黑夜柔吠陀的補充部分(MS, KS)屬於這個時期。
4. 梵書散文(大約公元前900年代到前600年代)。四吠陀的固有梵書屬於這個時期，還有森林書(Āraṇyakas)和最古老的奧義書(广林奥义书, 歌者奥义书, 耶摩尼奥义梵书)。
5. 經語言。這是吠陀梵語的最后時期直到公元前500年代，包括了大量的天啟經和家庭經，和某些奧義書(比如羯陀奥义书, 慈氏奥义书。更新近的奧義書是后吠陀的)。

大約公元前 500 年代，文化、政治和語言因素都導致吠陀時期的終結。吠陀經典的編撰達到了巔峰，而吠檀多學派和早期佛教的時代來臨了，其經典使用了本國的俗語方言巴利語而非梵語。大流士一世入侵了印度河谷而印度-雅利安王國的政治中心東移到了恒河平原。大約在這個時期(公元前5世紀)，波你尼完成了古典梵語的文法。

## 語音系統
在原始印度-伊朗語和吠陀梵語之間的語音變化包括濁噝擦音 [z] 的消失。
吠陀梵語有雙唇擦音 [ɸ]，叫做 upadhmānīya，和軟腭擦音 [x]，叫做 jihvamuliya。它們都是 visarga 的同位異音: upadhmaniya 出現在 p 和 ph 之前，jihvamuliya 出現在 k 和 kh 之前。吠陀還有一個卷舌 l，它是 ḍ 的元音間同位異音，在天城文中表示為獨立的符號 ळ 并轉寫為 ḷ 或 ḷh。為區分元音 l 和卷舌 l，ISO 15919 轉寫元音 l 為字母下加一個圓圈 l̥。(元音 r 也可以表示為 r̥，出於一致性和區別於某些現代印度語的卷舌 ṛ 和 ṛh。)
吠陀梵語有音高重音。因為在后期的吠陀發音中少數詞在短元音上承載了所謂的“獨立降調”，可以爭論說“后期”吠陀是“邊緣上的”聲調語言。但是要注意在保存韻律版本的梨俱吠陀中，幾乎所有承載獨立降調的音節必定可以回轉為兩音節序列，其中第一個承載高調而第二個承載(所謂的)依賴降調。早期吠陀因此明確的不是聲調語言而是音高重音語言。請參見吠陀重音。
波你尼給出了他所處(后吠陀)時期的重音規則，儘管沒有現存的有重音的后吠陀文本。
pluti 元音(三長元音)在中吠陀時期變得多見了，但后來再次消失了。

## 主要區別
Tiwari ([1955] 2005)列出了在吠陀梵語和古典梵語之間主要區別:
- 吠陀梵語有清雙唇擦音 /ɸ/(叫做 upadhmānīya)和清软颚擦音 /x/(叫做 jihvāmūlīya)—分別用在氣息 visarga(अः)出現在清唇音和軟腭音之前的情況。它們都在古典梵語中讓位於簡單的 visarga。
- 吠陀梵語有卷舌邊近音 (/ɭ/)(ळ)和它的送氣對應者 /ɭʰ/(ळ्ह)，它們在古典梵語中缺失，并別替代為相應的塞音 /ɖ/(ड)和 /ɖʱ/(ढ)（吠陀發音仍共用於某些區域中，比如南印包括馬哈拉施特拉）。
- 音節主音 /ɻ̩/(ऋ), /l̩/(लृ)和它們的長對應者的發音不再保持純正，并開始發音為短和長的 /ɻi/(रि) 與 /li/(ल्रि)。
- 元音 e(ए)與 o(ओ)在吠陀梵語中實為雙元音 /ai/ 與 /au/，但它們變成了古典梵語中的純單元音 /eː/ 與 /oː/。
- 元音 ai(ऐ) 與 au(औ)實際在吠陀梵語中實現為 hiatus /aːi/(आइ)與 /aːu/(आउ)，但是它們在古典梵語中變為雙元音 /ai/(अइ)與 /au/(अउ)。
- Prātishākhyas 聲稱齒音曾用齒根(dantamūlīya)發音，但是后來變成了純齒音。這包括 /r/，它后來變為卷舌音。
- 吠陀梵語有音高重音，甚至可以改變詞的意義，并仍用在波你尼時代，這是從他制定相關規則而推斷出來的。在一段時候之后，它被替代為限制於距結尾的第二到第四個音節的音強(stress)重音。
- 吠陀梵語經常允許兩個類同元音一起出現而不在連接音變期間合并。

## 文法
吠陀有缺席於波你尼文法的虛擬語氣，一般相信在當時至少已經消失於常見句子構造中。所有時態都可以與虛擬語氣和祈願語氣配對，相對於古典梵語，其中沒有虛擬語氣并只有現在時祈願語氣。(但是使用了古老的第一人稱虛擬形式來完成古典梵語的祈使語氣)。三個綜合過去時態(未完成式, 完成式和不定過去式)在(至少最古老的)吠陀中仍在語義上明確的區分開來。還存在第五種語氣，禁令語氣。
長-i 詞幹區分Devi變格和Vrkis變格，這種區別在古典梵語中消失了。
- 吠陀梵語的虛擬語氣在古典梵語中消失了。它沒有關於使用各種時態的固定規則(luṇ, laṇ 和 liṭ)。
- 在吠陀梵語中多至 12 種方式形成不定式，而古典梵語只保留了一種形式。
- 名詞變格和動詞變位還改變了發音，儘管拼寫大多保留在古典梵語中。比如，古典梵語的 deva 變格為 devaḥ—devau—devāḥ，吠陀梵語額外的允許形式 devaḥ—devā—devāsaḥ。類似的吠陀梵語對第一和第二人稱代詞有變格形式如 asme, tve, yuṣme, tvā 等，這都不見於古典梵語中。明顯原因是古典梵語嘗試正規化和標準化它的文法，這同時導致對古老的原始印歐形式的清理。
- 為了強調原始印歐語和它的直接后代本質上是端曲折的語言，原始印歐語和吠陀梵語都有獨立前綴詞素。這種前綴(特別是對於動詞)可出現句子中任何地方，但是在古典梵語中，被強制變成附著它們緊前於動詞。還有類似於從荷馬式希臘語到古典希臘語的發展: 參見插詞。

### 引用
1. ↑  Mallory, J.P. . London: Thames & Hudson: 38f. 1989.
2. ↑  e.g.  EIEC（英语：EIEC）, s.v. "Indo-Iranian languages", p. 306.

### 书目
- Ernst Wilhelm Oskar Windisch, Berthold Delbrück, Die altindische Wortfolge aus dem Catapathabrahmana （页面存档备份，存于）
- A. A. Macdonell, Vedic Grammar (1910)
- A. A: Macdonnell, Vedic Grammar for Students
- Bruno Lindner, Altindische Nominalbildung: Nach den S̆amhitas dargestellt (1878) （页面存档备份，存于）
- Michael Witzel（英语：Michael Witzel）, Tracing the Vedic dialects in Dialectes dans les litteratures Indo-Aryennes ed. Caillat, Paris, 1989, 97–265.

## 外部連結
- index of Vedic texts（页面存档备份，存于） (TITUS)
- Ancient Sanskrit Online from the University of Texas at Austin